# Фейербах, Карл Вильгельм
Карл Вильгельм фон Фейербах (нем. Karl Wilhelm von Feuerbach; 30 мая, 1800, Йена — 12 марта 1834, Эрланген) — немецкий математик, сын криминалиста Пауля фон Фейербаха, старший брат философа Людвига Фейербаха и писателя Фридриха Фейербаха, преподаватель гимназии в Эрлангене.
Основные труды по геометрии. Доказал (1822) теорему об окружности девяти точек, ныне известную как «Теорема Фейербаха».
Одновременно с А. Ф. Мёбиусом опубликовал (1827) работу с изложением основных идей барицентрического исчисления, в которой пользовался однородными координатами.

## Работы
- Eigenschaften einiger merkwürdigen Punkte des geradlinigen Dreiecks und mehrerer durch sie bestimmten Linien und Figuren. Eine analytisch-trigonometrische Abhandlung (Monograph ed.), Nürnberg: Wiessner, 1822. online book в «Книгах Google» («Properties of some special points in the plane of a triangle, and various lines and figures determined by these points: an analytic-trigonometric treatment»="Свойства некоторых специальных точек в плоскости треугольника, и различные линии и фигуры, определенные этими точками: аналитическо-тригонометрическая трактовка (интерпертация)")
- Grundriss zu analytischen Untersuchungen der dreyeckigen Pyramide («Foundations of the analytic theory of the triangular pyramid»="Основы аналитической теории треугольной пирамиды")